# Brezje, Galicija
Brezje (nemško Pirk) je naselje v Občini Galicija v Okraju Velikovec na Koroškem v Avstriji.